# Alexandra Hisis
Alexandra Hisis Prades kinesióloga, exfutbolista chilena. Juega de defensa en el club Colo-Colo. Hija del futbolista Alejandro Hisis.

## Clubes
| Club      | País  | Año  |
| --------- | ----- | ---- |
| Colo-Colo | Chile | 2008 |

- Datos: Q2841434